# Франкенштейн встречает человека-волка
«Франкенштейн встречает человека-волка» (англ. Frankenstein Meets the Wolf Man) — фильм из Классической серии фильмов ужасов студии Universal. В этом фильме роль монстра Франкенштейна играет Бела Лугоши, в роли его партнёра — Лон Чейни младший. Сиквел одновременно фильмов «Человек-волк» и «Франкенштейн», один из первых приёмов сюжета-кроссовера в фантастическом кино.

## Сюжет
Полнолуние. В склеп рода Тэлботов на заброшенном кладбище пробирается пара грабителей могил и обнаруживают, что гроб Лоуренса наполнен волчьей травой, а труп не изменился за всё это время. Существо оживает и хватает одного из воров, другой убегает.
На улице английского городка полицейский находит незнакомца с раной на лбу. 
Его отправляют в Королевский Госпиталь в Кардиффе, где он вспоминает как его зовут. Полицейский связывается с участком в деревне и выясняет, что Лоуренс Тэлбот умер 4 года назад. Ночью во время полнолуния Тэлбот меняется — у него вырастают волосы, клыки, изменяется сознание. Он сбегает из больницы и убивает полицейского. Утром он возвращается в палату и требует от доктора вызвать полицию. Он пытается рассказать свою историю, но ему не верят. Однако доктор Мэннеринг и инспектор всё-таки едут в деревню и в склепе находят только труп бродяги.
Лоуренс приходит к цыганке Маливе, сын которой превратил его в оборотня. Цыганка соглашается помочь и они едут в город Васария, где некогда жил доктор Франкенштейн. Однако выясняется, что доктор умер и жители не рады приезжим. Тэлбот превращается в волка и убегает от цыганки.
Ночью горожане находят девочку, загрызенную волком. Они устраивают облаву, однако Тэлбот прячется в руинах замка Франкенштейна. Там он находит монстра, вмерзшего в лёд. Вдвоём они ищут лабораторию доктора и находят записи учёного. Они узнают, что у доктора есть дочь, баронесса Эльза. При встрече с ней Тэлбот пытается выпросить у неё дневник отца.
В это время в городке начинается праздник молодого вина. Жители веселятся до самой ночи. В это время приезжает доктор Мэннеринг, который пытается вернуть Лоуренса в Англию. Их разговор подслушивает трактирщик. В это время на улице городка появляется монстр Франкенштейна, что приводит жителей в панику. Тэлботу и монстру удаётся сбежать. Горожане требуют от мэра заставить Эльзу принять участие в поисках монстра. Доктору удаётся уговорить их разрешить ему и баронессе посетить руины. Они находят Тэлбота и обещают ему помочь. Эльза показывает Лоуренсу, где находится дневник доктора Франкенштейна. Тэлбот находит аппарат Франкенштейна и требует от доктора помочь ему умереть. Мэннеринг решает восстановить лабораторию. В это время жители города решают взорвать дамбу, чтобы затопить замок Франкенштейна.
Мэннеринг пытается «откачать» энергию из Тэлбота, дабы позволить ему умереть. Во время эксперимента монстр Франкенштейна выходит из-под контроля, избивает доктора и пытается похитить баронессу. Однако Тэлбот, превратившийся в Человека-Волка, сражается с ним. Доктору и баронессе удаётся убежать, а в это время один из жителей города взрывает дамбу и руины со сражающимися монстрами оказываются под водой.

## В ролях
- Илона Мэсси — баронесса Эльза Франкенштейн
- Патрик Ноулз — доктор Фрэнк Маннеринг
- Лон Чейни мл. — Лоуренс Тэлбот/Человек-волк
- Бела Лугоши — Монстр Франкенштейна
- Мария Успенская — цыганка Малева
- Лайонел Этуилл — майор Вассарии
- Дэннис Хоуи — инспектор Оуэн
- Дон Барклай — Франсис
- Дуайт Фрай — Руди
- Рекс Эванс — Вэйсис
- Гарри Стаббс — Гуно
- Дэвид Клайд — сержант полиции Лайенвелли

В титрах не указаны
- Джефф Кори — хранитель крипты
- Беатрис Робертс — Варя, бармен

## Факты
- Дань фильму о встрече двух легендарных героев ужасов отдана в фильме Чужой против хищника и Фредди против Джейсона, в котором помимо идеи встречи двух монстров используется эпизод из фильма (в виде телетрансляции).
- Монстр Франкенштейна, которого играет Бела Лугоши, является немым в этом фильме, несмотря на то, что монстр Бориса Карлоффа говорил в более ранней Невесте Франкенштейна (1935). Интересно, что Лугоши отказался от роли в начальном фильме серии о монстре Франкенштейна (1931), потому что этот персонаж не произносил никаких реплик. Когда Лугоши согласился принять участие в съёмках этого сиквела, первоначальный сценарий содержащий реплики монстра, был сокращен.
- Первоначально, Лон Чейни младший должен был играть и Человека-волка, и Монстра Франкенштейна, но продюсеры решили что требования к гриму и график помешают этому. Однако позже Чейни заявил в интервью, что он действительно играл обоих монстров в фильме.
- Когда диалог Монстра был удалён, также были удалены ссылки на то, что монстр является слепым — побочный эффект мозга Игоря, внедряемого в Монстра в конце Призрака Франкенштейна (1942). В результате лунатическая походка Лугоши с протянутыми руками совсем никак не объясняется, что стало предметом насмешек. Это также установило стереотип походки монстра.
- В самый первый раз, когда мы видим Монстра Франкенштейна, это не Бела Лугоши в гриме, а каскадёр Эдди Паркер.